# Herennia
Genre
Herennia est un genre d'araignées aranéomorphes de la famille des Araneidae.

## Distribution
Les espèces de ce genre se rencontrent en Asie et en Océanie.

## Liste des espèces
Selon World Spider Catalog (version 25.0, 18/03/2024) :
- Herennia agnarssoni Kuntner, 2005
- Herennia deelemanae Kuntner, 2005
- Herennia etruscilla Kuntner, 2005
- Herennia gagamba Kuntner, 2005
- Herennia jernej Kuntner, 2005
- Herennia milleri Kuntner, 2005
- Herennia multipuncta (Doleschall, 1859)
- Herennia oz Kuntner, 2005
- Herennia papuana Thorell, 1881
- Herennia sonja Kuntner, 2005
- Herennia tone Kuntner, 2005

## Systématique et taxinomie
Ce genre a été décrit par Thorell en 1877 dans les Epeiridae. Il est placé dans les Nephilidae par Kuntner en 2006, dans les Araneidae par Dimitrov et al. en 2017, dans les Nephilidae par Kuntner et al. en 2023 puis dans les Araneidae par Hormiga et al. en 2023.

## Publication originale
- Thorell, 1877 : « Studi sui Ragni Malesi e Papuani. I. Ragni di Selebes raccolti nel 1874 dal Dott. O. Beccari. » Annali del Museo Civico di Storia Naturale di Genova, vol. 10, p. 341-637  (texte intégral).